# European Film Award de la meilleure actrice
Le Prix du cinéma européen de la meilleure actrice (European Film Award for Best Actress) est une récompense cinématographique décernée depuis 1988 par l'Académie européenne du cinéma lors de la cérémonie annuelle des Prix du cinéma européen.

## Palmarès

### Années 1980 - 1990
- 1988 : Carmen Maura dans Femmes au bord de la crise de nerfs (Mujeres al borde de un ataque de nervios)
- 1989 : Ruth Sheen dans High Hopes
- 1990 : Carmen Maura dans ¡Ay, Carmela!
- 1991 : Clotilde Courau dans Le Petit Criminel
- 1992 : Juliette Binoche dans Les Amants du Pont-Neuf
- 1993 : Maia Morgenstern dans Le Chêne (Balanta)
- 1994 : non décerné
- 1995 : non décerné
- 1996 : Emily Watson dans Breaking the Waves
- 1997 : Juliette Binoche dans Le Patient anglais (The English Patient)
- 1998 : Élodie Bouchez et Natacha Régnier dans La Vie rêvée des anges
- 1999 : Cecilia Roth dans Tout sur ma mère (Todo sobre mi madre)

### Années 2000
- 2000 : Björk dans Dancer in the Dark
- 2001 : Isabelle Huppert dans La Pianiste
  - Audrey Tautou pour le rôle de Amélie dans Le Fabuleux Destin d'Amélie Poulain
- 2002 : Catherine Deneuve, Isabelle Huppert, Emmanuelle Béart, Fanny Ardant, Virginie Ledoyen, Danielle Darrieux, Ludivine Sagnier et Firmine Richard dans Huit Femmes
  - Fanny Ardant dans Huit Femmes (Prix du public du cinéma européen)
  - Isabelle Huppert dans Huit Femmes (Prix du public du cinéma européen)
- 2003 : Charlotte Rampling pour le rôle de Sarah Morton dans Swimming Pool
  - Penélope Cruz pour le rôle de Adeline La Franchise dans Fanfan la Tulipe
- 2004 : Imelda Staunton dans Vera Drake
  - Charlotte Rampling pour le rôle de Elma Turner dans Immortel, ad vitam
- 2005 : Julia Jentsch dans Sophie Scholl : Les Derniers Jours (Sophie Scholl - Die letzten Tage)
  - Audrey Tautou pour le rôle de Mathilde dans Un long dimanche de fiançailles
- 2006 : Penélope Cruz dans Volver
- 2007 : Helen Mirren dans The Queen
- 2008 : Kristin Scott Thomas dans ll y a longtemps que je t'aime
  - Arta Dobroshi pour le rôle de Lorna dans Le Silence de Lorna
- 2009 : Kate Winslet dans The Reader

### Années 2010
- 2010 : Sylvie Testud pour le rôle de Christine dans Lourdes
  - Zrinka Cvitešić pour le rôle de Luna dans Le Choix de Luna (Na putu)
  - Sibel Kekilli pour le rôle d'Umay dans L'Étrangère (Die Fremde)
  - Lesley Manville pour le rôle de Mary dans Another Year
  - Lotte Verbeek pour le rôle d'Anne dans Nothing Personal

- 2011 : Tilda Swinton pour le rôle d'Eva Khatchadourian dans We Need to Talk about Kevin
  - Kirsten Dunst pour le rôle de Justine dans Melancholia
  - Cécile de France pour le rôle de Samantha dans Le Gamin au vélo
  - Charlotte Gainsbourg pour le rôle de Claire dans Melancholia
  - Nadezhda Markina pour le rôle d'Elena dans Elena (Елена)

- 2012 : Emmanuelle Riva pour le rôle d'Anne dans Amour
  - Émilie Dequenne pour le rôle de Murielle dans À perdre la raison
  - Nina Hoss pour le rôle de Barbara Wolff dans Barbara
  - Margarethe Tiesel pour le rôle de Teresa dans Paradis : Amour (Paradies: Liebe)
  - Kate Winslet pour le rôle de Nancy Cowan dans Carnage

- 2013 : Veerle Baetens pour le rôle d'Elise Vandevelde dans Alabama Monroe (The Broken Circle Breakdown)
  - Luminița Gheorghiu pour le rôle de Cornelia Keneres dans Mère et Fils (Poziția copilului)
  - Keira Knightley pour le rôle d'Anna Karénine dans Anna Karénine (Anna Karenina)
  - Barbara Sukowa pour le rôle de Hannah Arendt dans Hannah Arendt
  - Naomi Watts pour le rôle de Maria dans The Impossible (Lo Imposible)

- 2014 : Marion Cotillard pour le rôle de Sandra dans Deux jours, une nuit
  - Marian Álvarez pour le rôle d'Ana dans La herida
  - Valeria Bruni Tedeschi pour le rôle de Carla Bernaschi dans Les Opportunistes (Il capitale umano)
  - Charlotte Gainsbourg pour le rôle de Joe dans Nymphomaniac - Director's Cut
  - Agata Kulesza pour le rôle de Wanda Gruz dans Ida
  - Agata Trzebuchowska pour le rôle d'Ida Lebenstein dans Ida

- 2015 :  Charlotte Rampling dans 45 ans

- 2016 : Sandra Hüller dans Toni Erdmann
  - Isabelle Huppert dans Elle
  - Emma Suárez et Adriana Ugarte dans Julieta
  - Valeria Bruni Tedeschi dans Folles de joie (La pazza gioia)
  - Trine Dyrholm dans La Communauté (Kollektivet)

- 2017 : Alexandra Borbély dans Corps et Âme
  - Paula Beer dans Frantz
  - Juliette Binoche dans Un beau soleil intérieur
  - Isabelle Huppert dans Happy End
  - Florence Pugh dans The Young Lady (Lady Macbeth)

- 2018 : Joanna Kulig dans Cold War
  - Marie Bäumer dans Trois jours à Quiberon
  - Halldóra Geirharðsdóttir dans Woman at War
  - Bárbara Lennie dans Petra
  - Eva Melander dans Border
  - Alba Rohrwacher dans Heureux comme Lazzaro

- 2019 : Olivia Colman dans La Favorite (The Favourite)
  - Trine Dyrholm dans Queen of Hearts
  - Adèle Haenel dans Portrait de la jeune fille en feu
  - Noémie Merlant dans Portrait de la jeune fille en feu
  - Viktoria Miroshnichenko dans Une grande fille (Дылда)
  - Helena Zengel dans Benni (Systemsprenger)

### Années 2020
- 2020 : Paula Beer dans Ondine (Undine)  Allemagne
  - Ane Dahl Torp dans Charter  Norvège
  - Natalia Berezhnaya dans DAU. Natasha  Russie
  - Andrea Bræin Hovig dans Hope (Håp)  Norvège
  - Marta Nieto dans Madre  Espagne
  - Nina Hoss dans My Little Sister (Schwesterlein)  Suisse

- 2021 : Jasna Đuričić dans La Voix d'Aïda (Quo vadis, Aida ?)  Bosnie-Herzégovine
  - Seidi Haarla dans Compartiment n°6 (Hytti Nro 6)  Finlande
  - Carey Mulligan dans Promising Young Woman  Royaume-Uni
  - Renate Reinsve dans Julie (en 12 chapitres) (Verdens Verste Menneske)  Norvège
  - Agathe Rousselle dans Titane  France

- 2022 : Vicky Krieps pour Corsage  Autriche  Luxembourg  Allemagne  France
  - Zar Amir Ebrahimi pour Les Nuits de Mashhad  Allemagne  Danemark  France  Suède
  - Léa Seydoux pour Un beau matin  France
  - Penélope Cruz pour Madres paralelas  Espagne
  - Meltem Kaptan pour Rabiye Kurnaz contre George W. Bush  Allemagne  France

- 2023 : Sandra Hüller pour Anatomie d'une chute
  - Eka Chavleishvili pour Blackbird Blackbird Blackberry  Géorgie
  - Alma Pöysti pour Les Feuilles mortes
  - Leonie Benesch pour La Salle des profs  Allemagne
  - Sandra Hüller pour The Zone of Interest

- 2024 : Karla Sofía Gascón pour Emilia Pérez
  - Renate Reinsve pour La Convocation (Armand)
  - Trine Dyrholm pour La Jeune Femme à l'aiguille
  - Victoria Carmen Sonne pour La Jeune Femme à l'aiguille
  - Tilda Swinton pour La Chambre d'à côté